# Charles Darrow
Pour les articles homonymes, voir Darrow.
Charles Darrow (10 août 1889 - 29 août 1967) est un concepteur de jeux de société américain à qui l'on attribue le mérite d'avoir inventé le Monopoly.
Vendeur de système de chauffage devenu chômeur après le krach de 1929, il adapte le jeu Landlord's Game (« jeu du propriétaire »), créé par Elizabeth Magie, pour en faire le Monopoly. Malgré de nombreuses difficultés pour imposer sa version, il réussit finalement à la faire éditer par la société Parker Brothers en 1935 et devient le premier créateur de jeu à devenir millionnaire.
Bien que Parker Brothers promeut Darrow comme l'unique inventeur du jeu, des recherches ultérieures ont montré que Magie, Jesse Raiford, Ruth Hoskins, Louis et Ferdinand Thun et Daniel Layman, entre autres, sont responsables de la plupart, voire de la totalité, des éléments importants du jeu. La contribution de Darrow est l'apparence visuelle du jeu, les illustrations emblématiques de type cartoon sur les cases d'angle et la standardisation du nombre de maisons et d'hôtels,.

## Biographie
Darrow habite à Philadelphie, dans le quartier de Germantown (cette partie est aujourd'hui appelée Mount Airy (en)), durant la Grande Dépression. Sa maison existe toujours au 40 Westview Street.

### Création duMonopoly

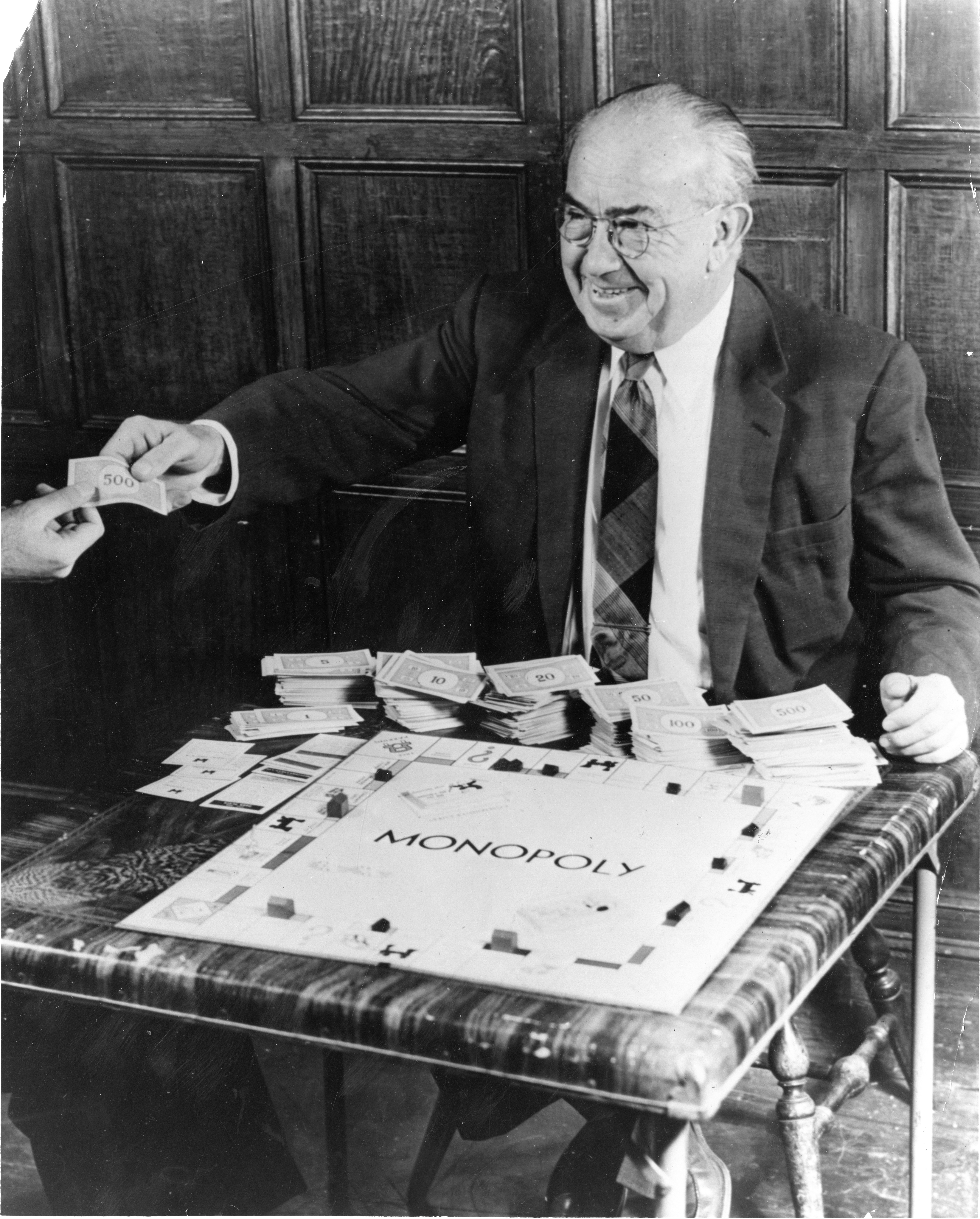
Darrow pose avec un Monopoly.

Après avoir perdu son emploi dans une société de vente à la suite du krach boursier de 1929, Darrow occupe divers petits boulots. Voyant ses voisins et connaissances jouer à un jeu de société dans lequel le but est d'acheter et de vendre des biens, il décide de créer sa propre version du jeu, avec l'aide de son fils aîné, William, et de sa femme Esther, qu'il appelle « Monopoly » et qui se concentre sur l'acquisition de titres immobiliers fictifs, avec l'incorporation d'éléments de hasard.
En réalité, Darrow n'est qu'un des nombreux habitants du Midwest et de la côte Est des États-Unis qui jouent à un jeu consistant à acheter et à échanger des biens immobiliers appelé le Landlord's Game, créé par Elizabeth Magie. Ce jeu est utilisé par les professeurs d'université et leurs étudiants, et une autre variante, appelée The Fascinating Game of Finance (en), est commercialisée dans le Midwest en 1932. De là, le jeu se déplace vers l'est, comme en Pennsylvanie, et devient populaire auprès d'un groupe de Quakers d'Atlantic City dans le New Jersey. Darrow apprend à jouer à ce jeu grâce à Charles Todd, qui y a joué à Atlantic City, où il a été personnalisé avec les noms des rues et des propriétés de cette ville.
En 2004, l'émission History Detectives (en) sur PBS enquête sur un plateau de jeu appartenant à Ron Jarrell d'Arden dans le Delaware, qui comporte des éléments du Landlord's Game et du Monopoly. Les enquêteurs concluent que ce plateau de jeu comporte « des éléments clés qui relient le Landlord's Game et le Monopoly ».
La famille Darrow fabrique initialement ses jeux sur des pièces de toile cirée rondes et flexibles au lieu de cartons carrés et rigides. Charles dessine les plans des propriétés avec des crayons à dessin, et son fils et sa femme remplissent les espaces avec des couleurs et fabriquent les cartes de titre de propriété et les cartes Chance et Caisse de communauté. Sur ces premiers plateaux ronds, Darrow inclut certaines des icônes (réalisées en fait par un graphiste rémunéré) qui rendront célèbre le Monopoly, comme la grande flèche rouge pour la case « Départ », les locomotives noires sur les cases de chemin de fer, le robinet sur « Compagnie de distribution des eaux » et l'ampoule sur « Compagnie de distribution d'électricité » et les points d'interrogation sur les cases « Chance ». Darrow obtient ensuite un droit d'auteur pour le jeu en 1933. Les versions suivantes connues qu'il produit ont des « plateaux » imprimés sur des carrés de toile cirée avec des détails colorés à la main.

### Ventes commerciales
En 1934, Darrow commence à faire imprimer le jeu sur du carton et vend des exemplaires dans de longues boîtes blanches au grand magasin Wanamaker's de Philadelphie. Plus tard dans l'année, il montre son jeu d'abord à Milton Bradley, qui le rejette dans un premier temps, puis à Parker Brothers.
Darrow réinvestit l'argent des ventes dans une version plus petite, vendue dans des boîtes en carton noir, et avec des plateaux vendus séparément. Après qu'il a commencé à recevoir des commandes d'autres grands magasins de Philadelphie, Parker Brothers reconsidère l'achat des droits du jeu et négocie les droits de production à grande échelle avec Darrow. Celui-ci demande et obtient un brevet américain (n°2026082) sur le jeu en 1935, que Parker Brothers acquiert. En un an, 20 000 exemplaires du jeu sont produits chaque semaine. Le Monopoly devient le jeu de société le plus vendu aux États-Unis cette année-là, et fait de Darrow le premier concepteur de jeux millionnaire de l'histoire.
Une photographie de Charles B. Darrow, et un crédit comme créateur, apparaissent sur le jeu boursier Bulls and Bears de Parker Brothers, protégé par le droit d'auteur en 1936. Pour ce jeu, Darrow est utilisé comme « célébrité endossante », bien qu'il n'ait pas créé le jeu.

### Fin de vie et mort
En 1957, il apparaît en tant que participant mystérieux dans l'émission télévisée To Tell the Truth (en).
Il meurt le 28 août 1967 à son domicile du comté de Bucks en Pennsylvanie.

## Postérité
En 1970, trois ans après sa mort, Atlantic City inaugure une plaque commémorative en son honneur sur la promenade près du coin de Park Place. En 1973, Ralph Anspach, professeur d'économie à l'université d'État de San Francisco, crée l'Anti-Monopoly, un jeu similaire au Monopoly, pour lequel Parker Brothers le poursuit en justice. Au cours du procès qui dure dix ans, la cour d'appel des États-Unis pour le neuvième circuit conclut que Darrow avait directement copié les règles (y compris la faute d'orthographe de Marven Gardens (en) en « Marvin Gardens ») de la version produite par Charles Todd.